# Ruud Heij
Ruud Heij (Utrecht, 7 maart 1965) is een Nederlandse artiest die elektronische muziek maakt.

## Levensloop
Ruud Heij maakte kennis met de elektronische muziek toen hij 9 jaar was door het album Phaedra van Tangerine Dream en later Moondawn van Klaus Schulze, die hem inspireerden zelf deze soort muziek te maken. Heij startte in 1982 als soloartiest en leerde rond 1995 René Jansen kennen, met wie hij Patchwork vormde. Daarnaast speelde hij enkele jaren in Kubusschnitt. De muziek van Heij is gestoeld op de Berlijnse School met als voorbeelden onder andere Klaus Schulze en Tangerine Dream.
Heij werd lid van Alfa Centauri, waardoor hij in aanraking kwam met het Free System Projekt, een typische volgeling van de Berlijnse School. Heij werkt sinds 1999 samen met oprichter Marcel Engels in het Free System Projekt.
Heij werkt verder sinds 2003 met Gert Emmens, met wie hij de albums Return To The Origin (2004), Blind Watchers Of A Vanishing Night (2005) en Journey (2007) maakte.

## Invloeden en stijl
De stijl van Heij is elektronische muziek in het subgenre de Berlijnse School van de Krautrock, met invloeden van Tangerine Dream, Klaus Schulze, Michael Hoenig, Jean Michel Jarre, Mike Oldfield en Pink Floyd.

## Discografie

### Albums met Patchwork
- Patchwork (cdr), Quantum Records (1999)
- Connect (2008)

### Albums met Kubusschnitt
- The Case (cdr, album), Neu Harmony (1999)
- The Cube (cd, album), Neu Harmony (2000)
- The Singularity (cd, album), Neu Harmony (2001)
- Entropy's Evolution (cd, album), (eigen beheer) (2010)

### Albums met Free System Projekt
- Okefenokee Dreams (2000)
- Okefenokee Dreams 2001 (2001)
- Atmospheric Conditions (2002)
- Passenger 4 (2004)
- Protoavis (2004)
- Impulse 2005 (2005)
- Moyland (2005)
- Gent (2007)
- Narrow Lane (2008)

### Albums met Gert Emmens
- Return to the origin (2004)
- Blind watchers of a vanishing night (2005)
- Journey (2007)
- Silent witnesses of industrial landscapes (2008)
- The sculpture garden (2011)
- Lost in the swamp (2012)
- Signs (2014)
- Urban decay (downloadalbum, 2014)
- Echoes from future memories (2015)
- On Higher Ground (2022)

### Overige albums
- Northern Consequence (cd, 2000)
- Live - A Long Way From Home (cdr, beperkte oplage, 2003)
- Kubient (bestand, album, WAV), Synth Music Direct (2006)
- Pollard, Daniel, Booth 2 (2009)

### Losse nummers
- Special CD Sampler E-dition #2 (cd, 2004)
- Analogy Volume 2 (cd), Velvet Sky Groove Unlimited (2006)
- Schwingungen Auf CD Nr. 145 / 06 - 2007 (cd, smplr), A City Awakens Cue Records, Duitsland (2007)

### Dvd met Free System Projekt
- Gent (dvd, 2007)
- From Hampshire To Leicester (dvd, 2009)

## Optredens (selectief)

### Met Free System Projekt
- 2001, 13 oktober Philadelphia (Verenigde Staten), Gatherings Concert Series
- 2005, 28 mei Gent (België), met dvd-opname
- 2008, 29 oktober Leicester (Engeland) in het National Space Centre
- 2007, 15 oktober Hampshire (Engeland), Hampshire Jam Festival (3e keer)
- 2008, 17 mei Leicester (Engeland) in de St John's The Baptist Church
- 2010, 22 mei  E-Day 2010 Theater de Enk te Oirschot (NL)

### Met Gert Emmens
- 2004, 13 maart Huizen, Nederland
- 2004, 9 oktober E-live, Eindhoven, Nederland
- 2007, 3 februari Schallwende, Essen, Duitsland